# Гимры — Чирката (автодорога)
Дорога Гимры — Чирката — автомобильная дорога республиканского значения в Дагестане, соединяющая город Буйнакск и горные районы республики, а также столицу республики Махачкалу с пограничными войсковыми частями и обеспечивает, помимо сокращения времени в пути, всесезонный и безопасный проезд транспорта по маршруту. Протяжённость — 24 км.
Проходит по территории Унцукульского и Гумбетовского районов, через населенные пункты Гимры, Ашильта и Чирката.
Дорога Гимры — Чирката включает в свой состав 2 моста общей длиной 84 метра, и 2 автотоннеля.
Начинается с гимринского тоннеля и проходит через населенные пункты:
| Километраж |  | Название   | Направления |
| ---------- |  | ---------- | ----------- |
| 5          |  | ГИМРЫ      |             |
| 10         |  | пос. ГИМРЫ |             |
| 21         |  | АШИЛЬТА    |             |
| 24         |  | ЧИРКАТА    |             |

| Гимринский а/д тоннель |  | Тоннель "Гимры" |  | Тоннель "Ахульго" |  |

## Описание
Дорога проходит между скалами, над каньоном, по дну которого протекает река Аварское Койсу. В путеводителе 1965 года указывается на живописные окрестности дороги: виды на Сулакский каньон и Ашильтинский мост (деревянный), до последнего дорога не доходит, поворачивая налево, в сторону Андийского Койсу. С правой стороны за этим крутым поворотом, отмечают авторы путеводителя, находится место, где Шамиль, скрываясь от преследователей, прыгал через Андийское Койсу.